# Donjomarkhamski jezici
Donjomarkhamski jezici (donji markham jezici), skupina austronezijskih jezika koja s gornjomarkhamskim i watut jezicima, čini širu skupinu markhamskih jezika. sastoji se od tri uže skupine: busu sa (5) jezika:  Aribwatsa, Aribwaung, Duwet, Musom i Nafi;  Labu s istoimenim jezikom labu ili hapa [lbu] i;  Wampar s istoimenim jezikom wampar ili laewomba [lbq]

## Vanjske poveznice
- Ethnologue (14th)
- Ethnologue (15th)